# Biyou'z

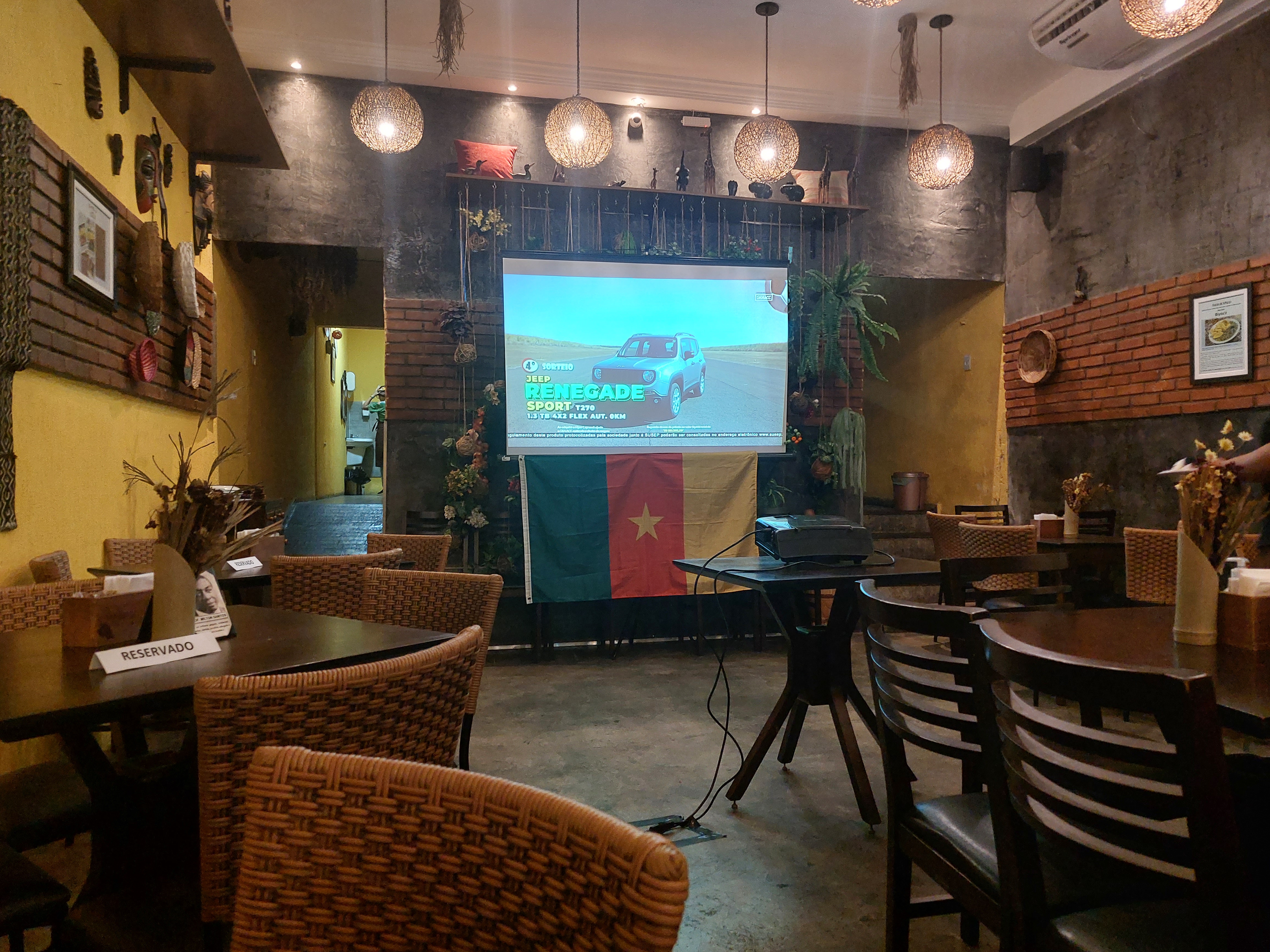
Restaurante Biyou'z da Consolação, na Rua Fernando de Albuquerque, no dia 2 de dezembro de 2022, no jogo Brasil v. Camarões. A partida foi transmitida por um telão, acima da bandeira de Camarões

Biyou'z é um restaurante paulistano, fundado pela imigrante camaronesa Melanito Biyouah. Frequentado por brasileiros natos e imigrantes, é especializado na culinária de diversos países de África, sobretudo Camarões, e conta com duas unidades em São Paulo.

## História
Antes de vir ao Brasil, Melanito Biyouah, que chegou ao Brasil em 2003, trabalhava em um banco em Camarões. Veio com três mil dólares para fazer turismo e estabeleceu-se primeiramente em Brasília, convidada por um familiar que trabalhava na embaixada de Camarões, mas resolveu ficar morando no Brasil e trabalhar como cabelereira. Ela conta que teve a iniciativa de fundar o restaurante, em 2007, porque não havia, na cidade de São Paulo, referências à gastronomia africana, embora houvesse inúmeros restaurantes especializados na culinária italiana, francesa ou japonesa.

Abri o restaurante porque percebi que São Paulo não tinha um local que representasse a verdadeira comida do meu continente— Melanito Biyouah 

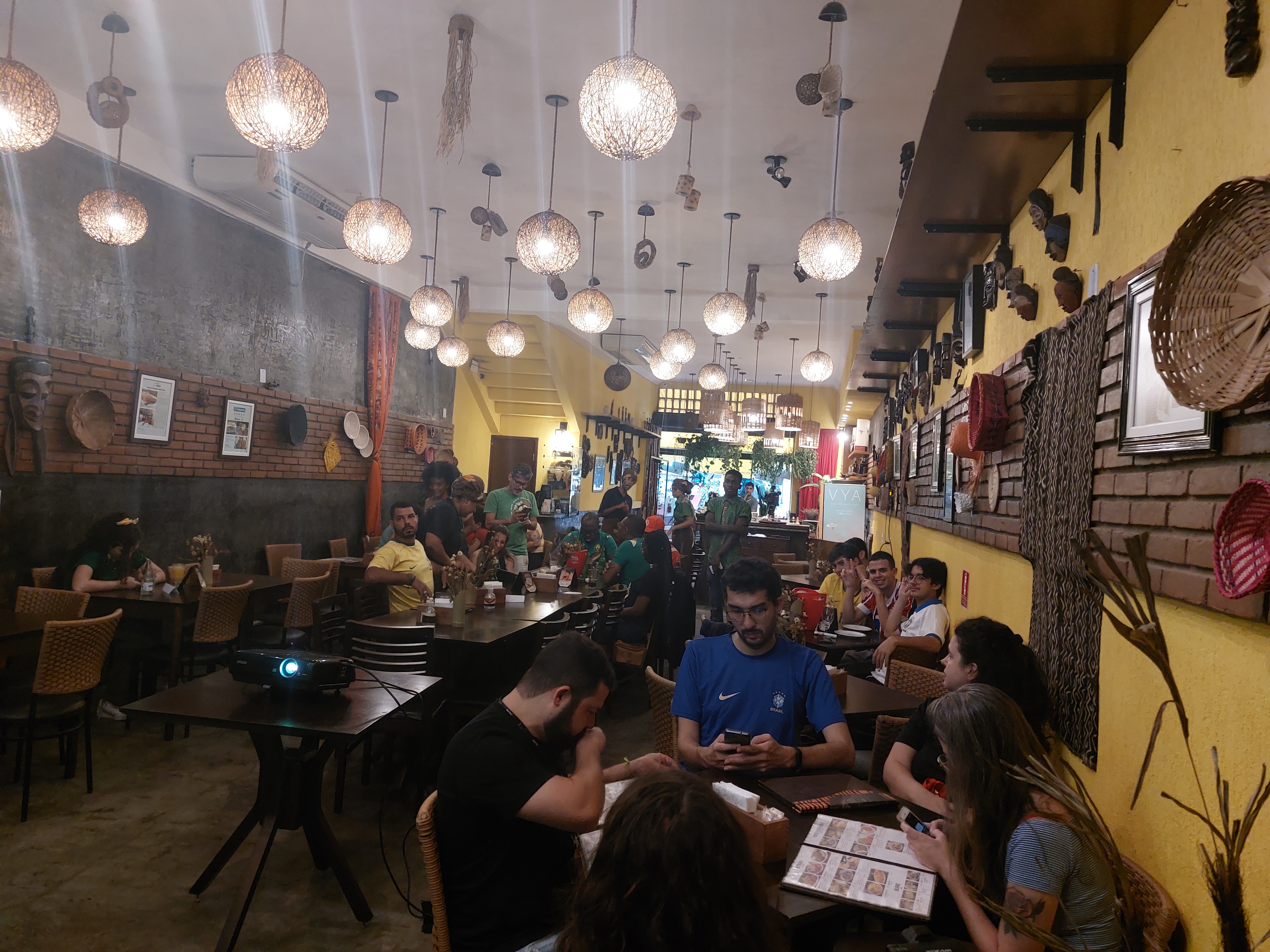
A decoração do restaurante traz elementos que remetem a uma diversidade de culturas e nações do continente africano. Na mesa do centro, torcedores vestidos com o uniforme verde da Seleção Camaronesa. Na mesa ao lado, torcedores brasileiros vestindo uniformes da Seleção Brasileira, do Esporte Clube Bahia e Esporte Clube Vitória

A primeira unidade foi aberta na Avenida Barão de Limeira, nos Campos Elísios. A princípio, o cardápio incluía apenas receitas do Camarões, mas foi expandido e contempla pratos de outros países africanos, como Nigéria, Senegal e Congo. Posteriormente, um segundo restaurante foi aberto na Rua Fernando de Albuquerque, na Consolação. Seu público é constituído de brasileiros natos e imigrantes.
O sucesso do restaurante foi influenciado por eventos esportivos. Obteve destaque durante a Copa do Mundo FIFA de 2010, na África do Sul. Melanito cozinhou para a Seleção Camaronesa de Futebol na Copa do Mundo FIFA de 2014, ocorrida no Brasil. Na Copa do Mundo FIFA de 2022, imigrantes e brasileiros reuniram-se no restaurante durante a partida Brasil x Camarões, vencida pelo país africano.